# Латур, Мод
Мод Латур (англ. Maude Latour; род. 8 октября 1999 года) — американская певица и автор песен.

## Ранняя жизнь
Латур родилась в Швеции. Её родители работают в сфере журналистики: отец Алмар Латур — бывший главный редактор и издатель The Wall Street Journal и нынешний генеральный директор Dow Jones & Company, а мать — финансовая журналистка Reuters.
В детстве Латур жила в Лондоне, Нью-Йорке и Гонконге. В 2022 году она окончила Колумбийский университет по специальности философии.

## Музыкальная карьера
Латур начала писать песни в 15 лет и через два года загрузила первые треки на Spotify. В 2018 году она выпустила дебютный мини-альбом High School High, который спустя некоторое время был удалён со стриминговых сервисов. В течение 2019 года она выпустила синглы «Superfruit», «Shoot and Run» и «Lovesick», позднее вошедшие в её второй мини-альбом Starsick. «Shoot and Run» была изначально написана Латур в качестве школьного проекта.
В 2020 году Латур заключила контракт с Warner Records и выпустила прорывной сингл «One More Weekend», набравший более 44 миллионов прослушиваний на Spotify на 2024 год. В 2021 году она представила третий мини-альбом Strangers Forever, а весной 2022 года отправилась в тур по США, включающий в себя тринадцать городов.
В 2022 году Латур выпустила синглы «Headphones», «Lola», «Trees» и «Probabilities», позднее вошедший в мини-альбом 001. Помимо собственного тура «What Is This Feeling?», Латур выступила на фестивалях Lollapalooza, Austin City Limits Music Festival и All Things Go. В сентябре артистка выпустила кавер на хит Ким Уайлд «Kids in America» для фильма «Отомсти за меня» от Netflix. В декабре Латур выпустила песню «Reality Television», добавленную в 001. В 2023 году Латур выпустила пятый мини-альбом Twin Flame, куда вошли синглы «Heaven», «Lunch» и «I am not the sun».
В 2024 году Латур представила синглы «Too Slow», «Cursed Romantics», «Comedown» и «Whirlpool» в поддержку дебютного альбома Sugar Water, премьера которого состоялась 16 августа. Работа получила положительные отзывы от критиков за инновационный подход к поп-музыке и исследование экзистенциальных тем. Rolling Stone назвали Латур «артистом, которого необходимо знать». PopMatters похвалили лирическую и эмоциональную составляющую пластинки. Earmilk отметили умелое смешение музыкальных жанров на альбоме, добавив, что Латур заслуживает «бесконечных роз», отсылая к песне «Infinite Roses». Осенью Латур стала открывающим артистом на туре Флэтчер In Search Of The Antidote Tour.

## Личная жизнь
Латур называла себя би- и пансексуальной девушкой.

## Дискография

### Альбомы
| Название    | Детали                                                                                           |
| ----------- | ------------------------------------------------------------------------------------------------ |
| Sugar Water | - Дата выхода: 16 августа 2024 - Лейбл: Warner Records - Формат: LP, цифровые загрузки, стриминг |

### Мини-альбомы
| Название          | Детали                                                                                        |
| ----------------- | --------------------------------------------------------------------------------------------- |
| High School High  | - Дата выхода: 16 августа 2018 - Лейбл: Warner Records - Формат: цифровые загрузки, стриминг  |
| Starsick          | - Дата выхода: 15 ноября 2019 - Лейбл: Warner Records - Формат: цифровые загрузки, стриминг   |
| Strangers Forever | - Дата выхода: 29 октября 2021 - Лейбл: Warner Records - Формат: цифровые загрузки, стриминг  |
| 001               | - Дата выхода: 30 сентября 2022 - Лейбл: Warner Records - Формат: цифровые загрузки, стриминг |
| Twin Flame        | - Дата выхода: 9 июня 2023 - Лейбл: Warner Records - Формат: цифровые загрузки, стриминг      |